# Chamaemespilus alpina
Chamaemespilus alpina là loài thực vật có hoa trong họ Hoa hồng. Loài này được (Mill.) K.R. Robertson & J.B. Phipps mô tả khoa học đầu tiên năm 1991.